# Diskagma
Diskagma es un género de eucariota extinto que vivió en el Paleoproterozoico hace más de 2200 millones de años en el Período Riásico. El fósil fue hallado en un paleosuelo de Sudáfrica en una construcción. Es uno de los eucariotas más antiguos y macróscopicos junto con la biota francevillense del mismo período geológico. Diskagma podría considerarse el primer fósil eucariota que aparece en el registro fósil. Posiblemente sea un tipo de moho mucilaginoso similar al mixomiceto Leocarpus ya que no muestra relación con otros eucariotas complejos como hongos, plantas, animales y algas. Aunque existe similitudes con el hongo viviente Geosiphon los micólogos y algunos paleontólogos no creen que se trate de un hongo por su edad muy antigua.

## Descripción y tiempo geológico

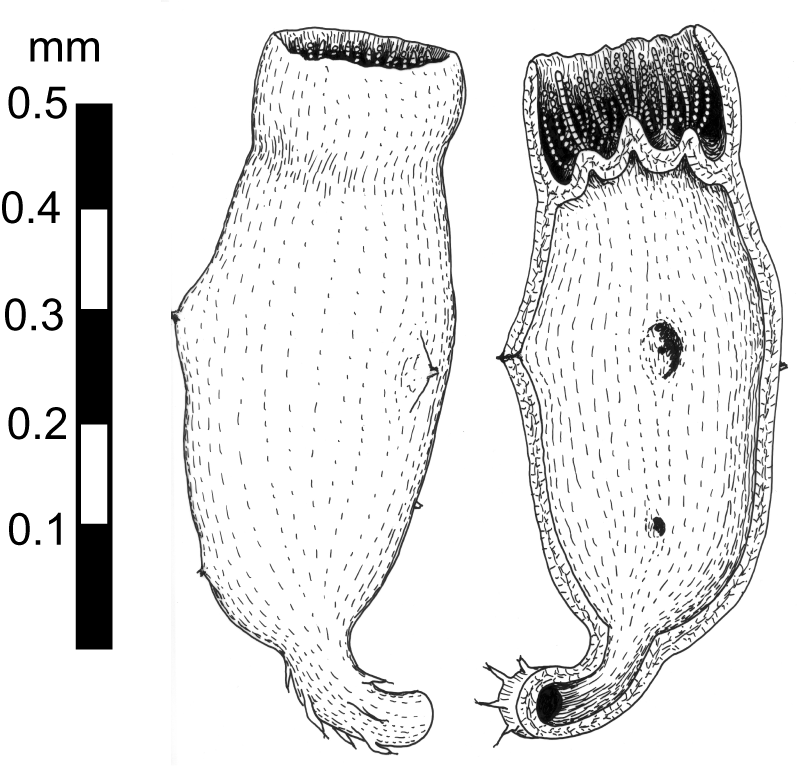
Reconstrucción de la morfología de Diskagma.

Diskagma es un pequeño fósil de menos de 1 mm de longitud y tiene forma de una urna con una copa apical, que está llena de estructuras filamentosas cuya naturaleza exacta es incierta debido a la recristalización de la matriz bajo metamorfismo de facies de esquistos verdes. La base de estas urnas huecas es un sistema de tubos huecos que recorren el paleosuelo y conectan las urnas en grupos. Las paredes de Diskagma tiene extensiones espinosas o tubulares dispersas. Diskagma es un fósil problemático que ha sido nombrado antes de que se entendieran sus afinidades biológicas. Su tamaño y complejidad sugieren que tenía el grado de complejidad citoesquelética que se encuentra en los eucariotas. El tamaño y la forma hueca de Diskagma son similares al hongo viviente Geosiphon, que es endosimbiótico con la cianobacteria Nostoc. Sin embargo, la copa apical y los filamentos no están presentes en Geosiphon. También morfológicamente es similar al moho mucilaginoso Leocarpus que crece formando cuerpos fructíferos plasmodiales con forma de urna y copa apical, formando varias colonias conectadas entre sí por filamentos mucilaginosos.
Diskagma se remonta al Gran Evento de Oxigenación del Paleoproterozoico, una época de aumento marcado de oxigenación atmosférica en comparación con la del Arcaico. Aunque los paisajes precámbricos se consideran habitualmente tan áridos como la superficie de Marte, Diskagma es evidencia de una vida muy temprana en la tierra y era más grande que los microbios marinos coetáneos del Gunflint Chert, y más complejo que los estromatolitos.